# Flitteraks
Flitteraks (Melica) er en slægt med ca. 50 arter, som er udbredt i de fleste af de tempererede og substropiske egne af verden. Det er staudegræsser med krybende jordstængler og lange, oprette skud, som bærer blomster og senere frø. Bladene er flade. Blomsterstanden er en åben og kun svagt forgrenet top, der består af småaks. Hvert småaks rummer 2-4 blomster, hvoraf dog de øverste 1-2 er omdannet til et myrelegeme. Yderavnerne er rødlige, og dækbladene er uden stak. Nogle Flitteraks danner løgagtige knolde i jorden.

| Beskrevne arter |

- Enblomstret flitteraks (Melica uniflora)
- Håret flitteraks (Melica ciliata)
- Nikkende flitteraks (Melica nutans)

| Andre arter |

| - Melica altissima - Melica andina - Melica argyrea - Melica aurantiaca - Melica brasiliana - Melica bulbosa - Melica californica - Melica canescens - Melica cupani - Melica decumbens - Melica eligulata - Melica eremophila - Melica harfordii - Melica hyalina - Melica imperfecta | - Melica jacquemontii - Melica lilloi - Melica macra - Melica micrantha - Melica minuta - Melica mutica - Melica nitens - Melica persica - Melica picta - Melica porteri - Melica racemosa - Melica radula - Melica rigida - Melica sarmentosa - Melica scabrosa | - Melica smithii - Melica stricta - Melica subulata - Melica taurica - Melica transsilvanica - Melica turczaninowiana - Melica violacea - Melica virgata |